# Geneviève Duboul
Geneviève Duboul, née le 24 août 1913 à Paris et morte à Toulouse (Haute-Garonne) le 6 mars 2007, est une artiste peintre, sculptrice, céramiste et tapissière française. Elle travaille dans les années 1950-1960 pour l'atelier Sant Vicens à Perpignan (Pyrénées-Orientales),.

## Biographie
Geneviève Duboul découvre sa passion dans l'atelier Icart à Toulouse. Elle étudie aux Beaux-Arts de Toulouse avant de monter à Paris pour rejoindre l'atelier d'André Lhote. Lors de son apprentissage puis de sa maîtrise de la céramique à l'atelier de Sant Viçens, elle côtoie pendant 15 ans des artistes comme Pablo Picasso, Jean Camberoque, Gumersind Gomila, Jean-Picart Le Doux ou Jacqueline Barthe, autant de rencontres qui marqueront à jamais sa vie. Geneviève Duboul apprend également l'art de la tapisserie et travaillera pour la Cité internationale de la tapisserie d'Aubusson (Creuse),.
Geneviève Duboul part vivre à Carcassonne et y collabore étroitement avec l'artiste Jean Camberoque. Elle expose dans la galerie "La Boutique d'art" en novembre 1963.
Son œuvre est d'une grande poésie et d'une infinie douceur. Les femmes sont souvent représentées dans son travail. Elle expose pour la première fois aux salons des artistes méridionaux en 1939 avant d'en devenir sociétaire à partir de 1942.
Aujourd'hui certaines de ses œuvres sont encore visibles dans le domaine public ; deux peintures décorent un des transepts de l'Église Notre-Dame de l'Assomption à Gruissan; un Nu est également conservé dans les collections du musée des Augustins de Toulouse,.